# Scopula omissa
Scopula omissa là một loài bướm đêm trong họ Geometridae.